# Giải Grammy lần thứ 51
Giải Grammy lần thứ 51 đã diễn ra tại Trung tâm Staples ở Los Angeles vào 8 tháng 2 năm 2009. Robert Plant và Alison Krauss đã trở thành những người thắng giải nhiều nhất đêm, bao gồm Giải Grammy cho Album của năm thuộc về album của họ Raising Sand. Krauss đã trở thành người phụ nữ thứ sáu trong một đêm đã đoạt 3 Giải Grammy, những người trước đó là  Lauryn Hill, Alicia Keys, Norah Jones, Beyoncé và Amy Winehouse. Lil Wayne đã trở thành người nhận nhiều đề cử nhất với 8 lần.

## Trình diễn
| Các nghệ sĩ                                              | Ca khúc                                         |
| -------------------------------------------------------- | ----------------------------------------------- |
| U2                                                       | "Get on Your Boots"                             |
| Al Green Justin Timberlake Keith Urban Boyz II Men       | "Let's Stay Together"                           |
| Coldplay Jay-Z                                           | "Lost!"                                         |
| Coldplay                                                 | "Viva La Vida"                                  |
| Carrie Underwood                                         | "Last Name"                                     |
| Kid Rock                                                 | "Amen" All Summer Long" Rock 'n' Roll Jesus"    |
| Taylor Swift Miley Cyrus                                 | "Fifteen"                                       |
| Jennifer Hudson                                          | "You Pulled Me Through"                         |
| Jonas Brothers Stevie Wonder                             | "Burnin' Up" Superstition"                      |
| Katy Perry                                               | "I Kissed a Girl"                               |
| Estelle Kanye West                                       | "American Boy"                                  |
| Kenny Chesney                                            | "Better as a Memory"                            |
| T.I. Jay-Z Lil Wayne Kanye West M.I.A.                   | "Swagga Like Us"                                |
| M.I.A.                                                   | "Paper Planes"                                  |
| Paul McCartney Dave Grohl                                | "I Saw Her Standing There"                      |
| Sugarland                                                | "Stay"                                          |
| Adele Jennifer Nettles                                   | "Chasing Pavements"                             |
| Radiohead Spirit of Troy                                 | "15 Step"                                       |
| T.I. Justin Timberlake                                   | "Dead and Gone"                                 |
| Duke Fair Jamie Foxx Ne-Yo Smokey Robinson               | A Four Tops Medley                              |
| Neil Diamond                                             | "Sweet Caroline"                                |
| John Mayer B.B. King Buddy Guy Keith Urban               | "Bo Diddley"                                    |
| Lil Wayne Robin Thicke Terence Blanchard Allen Toussaint | "Tie My Hands"                                  |
| Robert Plant Alison Krauss                               | "Rich Woman" "Gone, Gone, Gone (Done Moved On)" |
| Stevie Wonder                                            | "All About the Love Again"                      |

## Dẫn chương trình
- LL Cool J
- Duffy
- Whitney Houston
- T-Pain
- Al Green
- Natalie Cole
- Kanye West
- Herbie Hancock
- Green Day
- Blink-182
- Sean Combs
- Morgan Freeman
- Charlie Haden
- Estelle
- Jack Black
- Zooey Deschanel
- will.i.am
- Queen Latifah
- Gwyneth Paltrow
- Craig Ferguson
- Simon Baker[2]

## Giải thưởng

### Special merit awards
MusiCares Person of the Year
- Neil Diamond

Lifetime Achievement Award winners
- Gene Autry
- The Blind Boys of Alabama
- The Four Tops
- Hank Jones
- Brenda Lee
- Dean Martin
- Tom Paxton

Trustees Award winners
- George Avakian
- Elliott Carter
- Allen Toussaint

Technical Grammy Award winners
- Clarence "Leo" Fender
- Universal Audio

President's Merit Award
- Clive Davis

### Chung
Đây là danh sách tất cả các chiến thắng và đề cử, tên hạng mục chiến thắng được in đậm.
Thu âm của năm
- "Please Read the Letter" - Robert Plant & Alison Krauss
  - T Bone Burnett, producer; Mike Piersante, engineer/Mixer
- "Chasing Pavements" - Adele
  - Eg White, producer; Tom Elmhirst & Steve Price, engineer/mixers
- "Viva la Vida" - Coldplay
  - Markus Dravs, Brian Eno & Rik Simpson, producers; Michael Brauer & Rik Simpson, engineers/mixers
- "Bleeding Love" - Leona Lewis
  - Simon Cowell, Clive Davis & Ryan "Alias" Tedder, producers; Craig Durrance, Phil Tan & Ryan "Alias" Tedder, engineers/mixers
- "Paper Planes" - M.I.A.
  - Diplo, producer; Switch, engineer/mixer

Album của năm
- Raising Sand - Robert Plant & Alison Krauss
- Viva la Vida or Death and All His Friends - Coldplay
- Year of the Gentleman - Ne-Yo
- Tha Carter III - Lil' Wayne
- In Rainbows - Radiohead

Bài hát của năm
- "Viva la Vida" - Guy Berryman, Jonny Buckland, Will Champion & Chris Martin -

(Coldplay)
- "American Boy" - Estelle & Kanye West - will.i.am, Estelle, John Legend, Kanye West, Josh Lopez, Caleb Speir & Keith Harris
- "Chasing Pavements" - Adele & Eg White -

(Adele)
- "I'm Yours" - Jason Mraz -

(Jason Mraz)
- "Love Song" - Sara Bareilles -

(Sara Bareilles)
Nghệ sĩ mới xuất sắc nhất
- Adele
- Duffy
- The Jonas Brothers
- Lady Antebellum
- Jazmine Sullivan

### Pop
Trình diễn giọng Pop nữ xuất sắc nhất
- "Chasing Pavements" – Adele
- "Love Song" - Sara Bareilles
- "Mercy" - Duffy
- "Bleeding Love" - Leona Lewis
- "I Kissed a Girl - Katy Perry
- "So What" - Pink

Trình diễn giọng Pop nam xuất sắc nhất
- "All Summer Long" - Kid Rock
- "Say" – John Mayer
- "That Was Me" - Paul McCartney
- "I'm Yours" - Jason Mraz
- "Closer" - Ne-Yo
- "Wichita Lineman" - James Taylor

Trình diễn Song ca/Nhóm nhạc giọng pop xuất sắc nhất
- "Viva la Vida" – Coldplay
- "Waiting in the Weeds" - Eagles
- "Going On" - Gnarls Barkley
- "Won't Go Home Without You" - Maroon 5
- "Apologize" - OneRepublic

Hợp tác giọng Pop xuất sắc nhất
- "Lesson Learned" - Alicia Keys & John Mayer
- "4 Minutes" - Madonna, Justin Timberlake & Timbaland
- "Rich Woman" – Robert Plant & Alison Krauss
- "If I Never See Your Face Again" - Maroon 5 & Rihanna
- "No Air" - Jordin Sparks & Chris Brown

Best Pop Instrumental Performance
- "Love Appetite" - Steve Cropper & Felix Cavaliere
- "I Dreamed There Was No War" –Eagles
- "Fortune Teller"- Fourplay
- "Steppin' Out" - Stanley Jordan
- "Blast!" - Marcus Miller

Best Pop Instrumental Album
- Sax for Stax - Gerald Albright
- Greatest Hits Rerecorded Volume One - Larry Carlton
- Jingle All the Way – Béla Fleck and the Flecktones
- The Spice of Life - Earl Klugh
- A Night Before Christmas" - Spyro Gyra

Best Pop Vocal Album
- Detours - Sheryl Crow
- Rockferry – Duffy
- Long Road Out of Eden - Eagles
- Spirit - Leona Lewis
- Covers - James Taylor

### Dance
Best Dance Recording
- "Harder, Better, Faster, Stronger (Alive 2007)" – Daft Punk
- "Ready for the Floor" - Hot Chip
- "Just Dance" - Lady Gaga & Colby O' Donis
- "Give It 2 Me" - Madonna
- "Disturbia" - Rihanna
- "Black & Gold" - Sam Sparro

Best Electronic/Dance Album
- New York City - Brazilian Girls
- Alive 2007 – Daft Punk
- Bring Ya to the Brink - Cyndi Lauper
- X - Kylie Minogue
- Last Night - Moby
- Robyn - Robyn

### Traditional Pop
Best Traditional Pop Vocal Album
- Still Unforgettable – Natalie Cole
- The Sinatra Project - Michael Feinstein
- Noël - Josh Groban
- In the Swing of Christmas - Barry Manilow
- Rufus Does Judy at Carnegie Hall - Rufus Wainwright

### Rock
Best Solo Rock Vocal Performance
- "Gravity" – John Mayer
- "I Saw Her Standing There" - Paul McCartney
- "Girls in Their Summer Clothes" Bruce Springsteen
- "Rise" - Eddie Vedder
- "No Hidden Path" - Neil Young

Trình diễn Song ca/ Nhóm nhạc Rock xuất sắc nhất
- "Sex on Fire" – Kings of Leon
- "Rock N' Roll Train" - AC/DC
- "Violet Hill" - Coldplay
- "Long Road Out of Eden" - Eagles
- "House of Cards" - Radiohead

Best Hard Rock Performance
- "Inside the Fire" - Disturbed
- "Visions" - Judas Priest
- "Wax Simulacra" – The Mars Volta"
- "Saints of Los Angeles" - Mötley Crüe
- "Lords of Salem" - Rob Zombie

Best Metal Performance
- "Heroes of Our Time" - Dragonforce
- "Nostradamus" - Judas Priest
- "My Apocalypse" – Metallica
- "Under My Thumb" - Ministry
- "Psychosocial" - Slipknot

Best Rock Instrumental Performance
- "Castellorizon" - David Gilmour
- "Suicide & Redemption" - Metallica
- "34 Ghosts I-IV" - Nine Inch Nails
- "Hope (Live For The Art Of Peace)" - Rush
- "Peaches En Regalia" – Zappa Plays Zappa hợp tác với Steve Vai & Napoleon Murphy Brock

Bài hát Rock hay nhất
- "Girls in Their Summer Clothes" – Bruce Springsteen
- "House of Cards - Radiohead
- "I Will Possess Your Heart" - Death Cab for Cutie
- "Sex on Fire" - Kings of Leon
- "Violet Hill" - Coldplay

Album Rock xuất sắc nhất
- Viva la Vida or Death and All His Friends – Coldplay
- Rock N Roll Jesus - Kid Rock
- Only By The Night - Kings of Leon
- Death Magnetic - Metallica
- Consolers of the Lonely - The Raconteurs

### Alternative
Best Alternative Music Album
- Modern Guilt - Beck
- Narrow Stairs - Death Cab for Cutie
- The Odd Couple - Gnarls Barkley
- Evil Urges - My Morning Jacket
- In Rainbows - Radiohead

### R&B
Best Female R&B Vocal Performance
- "Me, Myself and I"- Beyoncé
- "Heaven Sent" - Keyshia Cole
- "Spotlight" - Jennifer Hudson
- "Superwoman" – Alicia Keys
- "Need U Bad" - Jazmine Sullivan

Best Male R&B Vocal Performance
- "You're the Only One" - Eric Benét
- "Take You Down" - Chris Brown
- "Miss Independent" – Ne-Yo
- "Can't Help But Wait" - Trey Songz
- "Here I Stand" - Usher

Best R&B Performance by a Duo or Group with Vocal
- "Ribbon in the Sky" - Boyz II Men
- "Words" - Anthony David & India.Arie
- "Stay with Me (By the Sea)" – Al Green & John Legend
- "I'm His Only Woman" - Jennifer Hudson & Fantasia
- "Never Give You Up" - Raphael Saadiq feat. Stevie Wonder & CJ Hilton

Best Traditional R&B Vocal Performance
- "A Change is Gonna Come" - Wayne Brady
- "You've Got the Love I Need" – Al Green & Anthony Hamilton
- "Baby I Know" - Linda Jones with Helen Bruner & Terry Jones
- "Love That Girl" - Raphael Saadiq
- "In Love With Another Man" - Jazmine Sullivan

Best Urban/Alternative Performance
- "Say Goodbye to Love" - Kenna
- "Wanna Be" - Maiysha
- "Be OK" – Chrisette Michele & will.i.am
- "Many Moons" - Janelle Monae
- "Lovin You (Music)" - Wayna & Kokayi

Best R&B Song
- "Bust Your Windows" - Jazmine Sullivan
- "Customer" - Raheem DeVaughn
- "Heaven Sent" - Keyshia Cole
- "Miss Independent" – Ne-Yo
- "Spotlight - Jennifer Hudson

Best R&B Album
- Love & Life - Eric Benét
- Motown: A Journey Through Hitsville USA - Boyz II Men
- Lay It Down - Al Green
- Jennifer Hudson – Jennifer Hudson
- The Way I See It - Raphael Saadiq

Best Contemporary R&B Album
- Growing Pains – Mary J. Blige
- Back of My Lac' - J. Holiday
- First Love - Karina
- Year of the Gentleman - Ne-Yo
- Fearless - Jazmine Sullivan

### Rap
Best Rap Solo Performance
- "Roc Boys (And the Winner Is)..." - Jay-Z
- "A Milli" – Lil Wayne
- "Paris, Tokyo" - Lupe Fiasco
- "N.I.G.G.E.R. (The Slave and the Master)" - Nas
- "Sexual Eruption" - Snoop Dogg

Best Rap Performance by a Duo or Group
- "Royal Flush (song) - Big Boi feat. Raekwon & Andre 3000
- "Swagga Like Us" – Jay-Z & T.I. hợp tác với Kanye West, & Lil Wayne
- "Mr. Carter - Lil Wayne & Jay-Z
- "Wish You Would" - Ludacris & T.I.
- "Put On" - Young Jeezy & Kanye West

Best Rap/Sung Collaboration
- "American Boy" – Estelle & Kanye West
- "Low" - Flo Rida & T-Pain
- "Green Light" - John Legend & Andre 3000
- "Got Money" - Lil Wayne & T-Pain
- "Superstar" - Lupe Fiasco & Matthew Santos

Best Rap Song
- "Lollipop" – Lil Wayne & Static Major
- "Low - Flo Rida & T-Pain
- "Sexual Eruption" - Snoop Dogg
- "Superstar" - Lupe Fiasco & Matthew Santos
- "Whatever You Like" - T.I.

Best Rap Album
- American Gangster - Jay-Z
- Tha Carter III – Lil Wayne
- The Cool - Lupe Fiasco
- Nas - Nas
- Paper Trail - T.I.

### Country
Best Female Country Vocal Performance
- "For These Times" - Martina McBride
- "What I Cannot Change" - LeAnn Rimes
- "Last Name" – Carrie Underwood
- "Last Call" - Lee Ann Womack
- "This Is Me You're Talking To" - Trisha Yearwood

Best Male Country Vocal Performance
- "You're Gonna Miss This" - Trace Adkins
- "In Color" - Jamey Johnson
- "Just Got Started Lovin' You" - James Otto
- "Letter to Me" – Brad Paisley
- "Troubadour" - George Strait

Best Country Performance by a Duo or Group with Vocal
- "God Must Be Busy" - Brooks & Dunn
- "Love Don't Live Here" - Lady Antebellum
- "Every Day" - Rascal Flatts
- "Blue Side of the Mountain" - The Steel Drivers
- "Stay" – Sugarland

Best Country Collaboration with Vocals
- "Shiftwork" - Kenny Chesney & George Strait
- "Killing the Blues" – Robert Plant & Alison Krauss
- "House of Cash" - George Strait & Patty Loveless
- "Life in a Northern Town" - Jake Owen & Little Big Town
- "Let the Wind Chase You" - Trisha Yearwood & Keith Urban

Best Country Instrumental Performance
- "Sumatra" - Cherryholmes
- "Two Small Cars In Rome" - Jerry Douglas & Lloyd Green
- "Sleigh Ride" - Béla Fleck & The Flecktones
- "Is This America? (Katrina 2005)" - Charlie Haden, Pat Metheny, Jerry Douglas & Bruce Hornsby
- "Cluster Pluck" – Brad Paisley, James Burton, Vince Gill, John Jorgenson, Albert Lee, Brent Mason, Redd Volkaert & Steve Wariner

Best Country Song
- "Dig Two Graves" - Randy Travis
- "I Saw God Today" - George Strait
- "In Color" - Jamey Johnson
- "Stay" – Sugarland
- "You're Gonna Miss This" - Trace Adkins

Best Country Album
- That Lonesome Song - Jamey Johnson
- Sleepless Nights - Patty Loveless
- Troubadour – George Strait
- Around the Bend - Randy Travis
- Heaven, Heartache and the Power of Love - Trisha Yearwood

Best Bluegrass Album
- Cherryholmes III: Don't Believe - Cherryholmes
- Del McCoury Band — Live At The 2008 New Orleans Jazz & Heritage Festival - Del McCoury Band
- The Ultimate Collection / Live At The Ryman - Earl Scruggs
- Honoring the Fathers of Bluegrass: Tribute to 1946 and 1947 – Ricky Skaggs & Kentucky Thunder
- Wheels - Dan Tyminski

### New Age
Best New Age Album
- Meditations - William Ackerman
- Pathfinder - Will Clipman
- Peace Time – Jack DeJohnette
- Ambrosia - Peter Kater
- The Scent of Light - Ottmar Liebert & Luna Negra

### Jazz
Best Contemporary Jazz Album
- Randy in Brasil – Randy Brecker
- Floating Point - John McLaughlin
- Cannon Re-Loaded: All-Star Celebration Of Cannonball Adderley - Various Artists
- Miles From India - Various Artists
- Lifecycle - Yellowjackets hợp tác với Mike Stern

Best Jazz Vocal Album
- Imagina: Songs Of Brasil - Karrin Allyson
- Breakfast On The Morning Tram - Stacey Kent
- If Less Is More...Nothing Is Everything - Kate McGarry
- Loverly – Cassandra Wilson
- Distances - Norma Winstone

Best Jazz Instrumental Solo
- "Be-Bop" – Terence Blanchard
- "Seven Steps to Heaven" - Till Brönner
- "Waltz for Debby" - Gary Burton & Chick Corea
- "Son of Thirteen" - Pat Metheny
- "Be-Bop" - James Moody

Best Jazz Instrumental Album, Individual or Group
- The New Crystal Silence – Chick Corea & Gary Burton
- History, Mystery - Bill Frisell
- Brad Mehldau Trio Live - Brad Mehldau Trio
- Day Trip - Pat Metheny hợp tác với Christian McBride & Antonio Sanchez
- Standards - Alan Pasqua, Dave Carpenter & Peter Erskine

Best Large Jazz Ensemble Album
- Monday Night Live at the Village Vanguard – The Vanguard Jazz Orchestra

Best Latin Jazz Album
- Song for Chico – Arturo O'Farrill and The Afro-Latin Jazz Orchestra

### Gospel
Best Gospel Performance
- "Get Up" – Mary Mary
- "East to West" - Casting Crowns
- "I Understand" - Kim Burrell, Rance Allen, BeBe Winans, Mariah Carey, & Hezekiah Walker's LFC
- "Shall We Gather at the River" - Take 6
- "Waging War" - CeCe Winans

Best Gospel Song
- "Help Me Believe" – Kirk Franklin
  - Kirk Franklin, songwriter
- "Cover Me" - 21:03 with Fred Hammond, Smokie Norful, & J Moss
  - James L. Moss, songwriter
- "Get Up" - Mary Mary
  - Erica Campbell, Tina Campbell, Warryn Campbell, & Eric Dawkins, songwriters
- "Give Me Your Eyes" - Brandon Heath
  - Brandon Heath & Jason Ingram, songwriters
- "You Reign" - MercyMe
  - Jim Bryson, Steven Curtis Chapman, Nathan Cochran, Barry Graul, Bart Millard, Mike Scheuchzer, & Robby Shaffer, songwriters

Best Rock or Rap Gospel Album
- Alive and Transported – tobyMac
- Hello - After Edmund
- Our World: Redeemed - Flame
- We Need Each Other - Sanctus Real
- Rock What You Got - Superchick

Best Pop/Contemporary Gospel Album
- Thy Kingdom Come – CeCe Winans
- This Moment - Steven Curtis Chapman
- What If We - Brandon Heath
- Opposite Way - Leeland
- Hello Love - Chris Tomlin

Best Southern, Country, or Bluegrass Gospel Album
- Lovin' Life – Gaither Vocal Band
- Room For More - Booth Brothers
- Steps to Heaven - Charlie Louvin
- Hymned Again - Bart Millard
- Ephesians One - Karen Peck and New River

Best Traditional Gospel Album
- Down in New Orleans – The Blind Boys of Alabama
- I'll Say Yes - Carol Cymbala & The Brooklyn Tabernacle Choir
- Take It Back - Dorinda Clark-Cole
- Voices in Unity: Together In Worship - Deitrick Haddon
- No Limit - Bishop Charles E. Blake presents the West Angeles Church of God in Christ Choir

Best Contemporary R&B Gospel Album
- The Fight of My Life – Kirk Franklin
- Reflections - Jason Champion
- The Sound - Mary Mary
- Donald Lawrence Introduces: Family Prayer - The Murrills
- Stand Out - Tye Tribbett & G.A.

### Latin
Best Latin Pop Album
- La Vida... Es Un Ratico – Juanes

Best Latin Rock or Alternative Album
- 45 – Jaguares

Best Latin Urban Album
- Los Extraterrestres – Wisin & Yandel

Best Tropical Latin Album
- Señor Bachata – José Feliciano

Best Regional Mexican Album
- Amor, Dolor y Lágrimas: Música Ranchera – Mariachi Los Camperos de Nati Cano
- Canciones de Amor – Mariachi Divas

Best Tejano Album
- Viva La Revolucion – Ruben Ramos & The Mexican Revolution

Best Norteño Album
- Raíces – Los Tigres del Norte

Best Banda Album
- No Es De Madera – Joan Sebastian

### Blues
Best Traditional Blues Album
- "The Blues Rolls On"-Elvin Bishop
- "Skin Deep"-Buddy Guy
- "All Odds Against Me"-John Lee Hooker, Jr.
- "One Kind Favor"– B.B. King
- "Pinetop Perkins and Friends"-Pinetop Perkins and Friends

Best Contemporary Blues Album
- "Peace Love & BBQ"-Marcia Ball
- "Like a Fire"-Solomon Burke
- "City That Care Forgot" – Dr. John And The Lower 911
- "Maesteo"-Taj Mahal
- "Simply Grand"-Irma Thomas

### Folk
Best Traditional Folk Album
- "Coal"-Kathy Mattea
- "Comedians & Angels"-Tom Paxton
- "Bring Me Home"-Peggy Seeger
- "At 89" – Pete Seeger
- "Strangers In Another Country"-Rosalie Sorrels

Best Contemporary Folk/Americana Album
- "Day After Tomorrow"-Joan Baez
- "I, Flathead"-Ry Cooder
- "Sex & Gasoline"-Rodney Crowell
- "All I Intend to Be"-Emmylou Harris
- "Raising Sand"-Robert Plant & Alison Krauss

Best Native American Music Album
- Come to Me Great Mystery: Native American Healing Songs – Various artists (Tom Wasinger, producer)

Best Hawaiian Music Album
- "Ikena – Tia Carrere & Daniel Ho

Best Zydeco or Cajun Music Album;
- Live at the 2008 New Orleans Jazz & Heritage Festival – BeauSoleil & Michael Doucet

### Reggae
Best Reggae Album
- "Jah Is Real"– Burning Spear
- "Let's Get Physical"-Elephant Man
- "Vibes"-Heavy D
- "Repentance"-Lee "Scratch" Perry
- "Intoxication"-Shaggy
- "Amazing"-Sly and Robbie

### World music
Best Traditional World Music Album
- Ilembe: Honoring Shaka Zulu – Ladysmith Black Mambazo

Best Contemporary World Music Album
- Global Drum Project – Mickey Hart, Zakir Hussain, Sikiru Adepoju & Giovanni Hidalgo

### Polka
Best Polka Album
- Let the Whole World Sing – Jimmy Sturr and His Orchestra

### Children's music
Best Musical Album For Children
- "Here Come the 123s"–They Might Be Giants

Best Spoken Word Album for Children
- "Yes To Running! Bill Harley Live"–Bill Harley

### Spoken word
Best Spoken Word Album
- An Inconvenient Truth – Beau Bridges, Cynthia Nixon & Blair Underwood

### Comedy
Best Comedy Album
- It's Bad for Ya – George Carlin
- Anticipation - Lewis Black
- Flight of the Conchords - Flight of the Conchords
- For Your Consideration - Kathy Griffin
- Songs of the Bushmen - Harry Shearer

### Musical show
Best Musical Show Album
- In the Heights – Original Broadway Cast with Lin-Manuel Miranda & Others
  - Kurt Deutsch, Alex Lacamoire, Andrés Levin, Lin-Manuel Miranda, Joel Moss & Bill Sherman, producers; Lin-Manuel Miranda, composer/lyricist

### Film, television and other visual media
Best Compilation Soundtrack Album for Motion Picture, Television or Other Visual Media
- American Gangster
- August Rush
- Juno
- Mamma Mia!
- Sweeney Todd — The Demon Barber Of Fleet Street

Best Score Soundtrack Album for Motion Picture, Television or Other Visual Media
- The Dark Knight - James Newton Howard & Hans Zimmer
- Indiana Jones and the Kingdom of the Crystal Skull - John Williams
- Iron Man - Ramin Djawadi
- There Will Be Blood - Johnny Greenwood
- WALL-E - Thomas Newman

Best Song Written for Motion Picture, Television or Other Visual Media
- "Down to Earth" (from WALL-E) – Peter Gabriel
- "Ever Ever After" (from Enchanted) - Carrie Underwood
- "Say" - (from The Bucket List) - John Mayer
- "That's How You Know" (from Enchanted) - Amy Adams
- "Walk Hard" (from Walk Hard: The Dewey Cox Story) - John C. Reilly

### Composing and arranging
Best Instrumental Composition
- "The Adventures of Mutt" (from Indiana Jones and the Kingdom of the Crystal Skull) – John Williams
  - John Williams, composer

Best Instrumental Arrangement
- "Define Dancing" (from WALL-E) – Thomas Newman
  - Peter Gabriel & Thomas Newman, arrangers

Best Instrumental Arrangement Accompanying Vocalist(s)
- "Here's That Rainy Day" – Natalie Cole
  - Nan Schwartz, arranger

### Package
Best Recording Package
- 'Death Magnetic – Bruce Duckworth, Sarah Moffatt & David Turner, art directors (Metallica)

Best Boxed or Special Limited Edition Package
- 'In Rainbows – Stanley Donwood, Mel Maxwell & Xian Munro, art directors (Radiohead)

### Album notes
Best Album Notes
- Kind Of Blue: 50th Anniversary Collector's Edition – Francis Davis, album notes writer (Miles Davis)

### Historical
Best Historical Album
- Art Of Field Recording Volume I: Fifty Years Of Traditional American Music – Documented By Art Rosenbaum Steven; Lance Ledbetter & Art Rosenbaum, compilation producers; Michael Graves, mastering engineer (Various Artists)

### Production, non-classical
Best Engineered Album, Non-Classical
- Consolers of the Lonely – The Raconteurs
  - Joe Chiccarelli, Vance Powell & Jack White III, engineers

Producer of the Year, Non-Classical
- Rick Rubin
  - Death Magnetic (Metallica)
  - Home Before Dark (Neil Diamond)
  - Mercy (Dancing for the Death of an Imaginary Enemy) (Ours)
  - Seeing Things (Jakob Dylan)
  - Weezer (Red Album) (Weezer)

Best Remixed Recording, Non-Classical
- "Electric Feel" (Justice Remix)
  - (MGMT), remixers Justice

### Production, surround sound
Best Surround Sound Album
- Mussorgsky: Pictures at an Exhibition; Night on Bald Mountain; Prelude to Khovanshchina – Paavo Järvi & Cincinnati Symphony Orchestra – Michael Bishop & Robert Woods

### Production, classical
Best Engineered Album, Classical
- David Frost, Tom Lazarus & Christopher Willis – Traditions and Transformations: Sounds of Silk Road Chicago – Miguel Harth-Bedoya, Alan Gilbert, Silk Road Ensemble, Wu Man, Yo-Yo Ma & Chicago Symphony Orchestra

Producer of the Year, Classical
- David Frost
  - Berlioz: Symphonie fantastique – Gustavo Dudamel & Los Angeles Philharmonic
  - Right Through The Bone—Julius Röntgen Chamber Music
  - Schubert: Sonata in D major; Liszt: Don Juan Fantasy – Min Kwon
  - Traditions And Transformations: Sounds Of Silk Road Chicago – Miguel Harth-Bedoya, Alan Gilbert, Yo-Yo Ma, Silk Road Ensemble, Wu Man & Chicago Symphony Orchestra

### Classical
Best Classical Album
- Kurt Weill: Rise and Fall of the City of Mahagonny – James Conlon, conductor

Best Orchestral Performance
- Bernard Haitink, conductor (Chicago Symphony Orchestra) – Shostakovich: Symphony No. 4

Best Opera Recording
- Weill: Rise and Fall of the City of Mahagonny – James Conlon, conductor; Fred Vogler, producer; Anthony Dean Griffey, Patti LuPone & Audra McDonald – Donnie Ray Albert, John Easterlin, Steven Humes, Mel Ulrich & Robert Wörle Los Angeles Opera Orchestra and Chorus

Best Choral Performance
- Symphony of Psalms – Sir Simon Rattle, conductor; Simon Halsey, chorus master – Berlin Philharmonic; Rundfunkchor Berlin

Best Instrumental Soloist(s) Performance (With Orchestra)
- Esa-Pekka Salonen, conductor; Hilary Hahn (Swedish Radio Symphony Orchestra) – Schoenberg/Sibelius: Violin Concertos

Best Instrumental Soloist Performance (Without Orchestra)
- Gloria Cheng – Piano music of Salonen, Stucky, and Lutosławski

Best Chamber Music Performance
- Pacifica Quartet – Elliott Carter: String Quartets Nos. 1 and 5

Best Small Ensemble Performance
- Charles Bruffy, conductor; Phoenix Chorale – Spotless Rose: Hymns To The Virgin Mary

Best Classical Vocal Performance
- Hila Plitmann – Mr. Tambourine Man: Seven Poems of Bob Dylan – JoAnn Falletta (Buffalo Philharmonic Orchestra)

Best Classical Contemporary Composition
- Mr. Tambourine Man: Seven Poems of Bob Dylan – John Corigliano (JoAnn Falletta)

Classical Crossover Album
- Simple Gifts – King's Singers

### Music video
Best Short Form Music Video
- "Pork and Beans" – Weezer
  - Mathew Cullen, video director; Bernard Rahill, video producer

Best Long Form Music Video
- Runnin' Down a Dream – Tom Petty & The Heartbreakers
  - Peter Bogdanovich, video director; Skot Bright, video producer